# Эхинококки

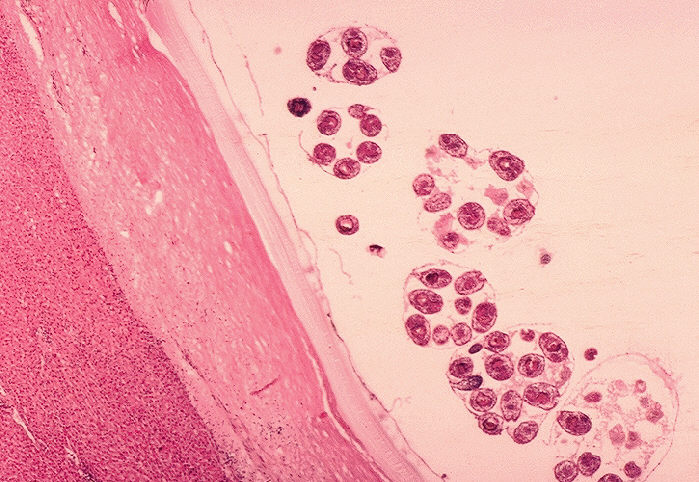
Микроскопический препарат финны эхинококка Echinococcus granulosus в мясе барана.

Эхинококки (лат. Echinococcus) — род ленточных червей отряда циклофиллид (Cyclophyllidea).
Половозрелые особи паразитируют в кишечнике псовых (собак, волков, шакалов), реже встречаются у кошек. Личинки эхинококков — опасные паразиты человека, вызывающие эхинококкозы.

## Строение

### Строение половозрелой особи
Длина тела половозрелой (взрослой) особи (стробилы) составляет 3—5 мм. Состоит из головки (сколекса) с 4 присосками и 2 венчиками крючьев и 3—4 члеников (проглоттид). Шейка короткая. Последняя проглоттида составляет половину длины тела и имеет развитую половую систему. Матка разветвленная, закрытая, содержит до 5 тыс. яиц.

## Жизненный цикл
Яйца эхинококка выходят из кишечника окончательного хозяина вместе с фекалиями и могут попасть на его шерсть.

### Промежуточный хозяин
В роли промежуточного хозяина эхинококка может выступать домашний скот (коровы, овцы, свиньи) или человек. Заражение происходит перорально. В кишечнике из яйца выходит личинка с шестью подвижными крючьями на заднем конце тела (онкосфера). С помощью крючьев она проникает через стенку кишечника в систему воротной вены и с кровью заносится в печень, реже в лёгкие, мышцы, кости или другие органы. Здесь онкосфера развивается в пузырчатую стадию (финну), которая также называется эхинококком. У большинства видов онкосфера образует пузырь, на стенках его возникают вторичные и даже третичные пузыри, на которых формируется множество сколексов, сходных с таковыми взрослых червей. Пузыри эхинококка растут очень медленно и могут достигать размера головы ребёнка.

### Окончательный хозяин
Основные хозяева – плотоядные животные (собака, волк, шакал), промежуточные – человек, травоядные и всеядные животные (крупный и мелкий рогатый скот, свиньи, верблюды, олени и др.). Заражение окончательных хозяев происходит при поедании ими финнозных органов поражённых животных. Из сколексов финны в кишечнике основного хозяина развивается большое количество половозрелых форм. Из организма окончательного хозяина с фекалиями во внешнюю среду попадают яйца эхинококка. Зрелые проглоттиды цепня способны выползать из анального отверстия окончательного хозяина и, передвигаясь по шерсти животного рассеивать яйца. Яйца или проглоттиды, попав на траву, вместе с ней заглатываются промежуточным хозяином. В кишечнике из яиц выходят онкосферы, которые попадают в ток крови и заносятся в различные органы (печень, лёгкие), где развивается финна – эхинококковый пузырь. Финна растёт медленно: через 5 месяцев она вырастает лишь до 1 см в диаметре, а предельных размеров может достичь только через 20-30 лет. Человек заражается эхинококкозом от больных собак при несоблюдении правил личной гигиены, возможно заражение от других животных, на шерсти которых находятся яйца, попавшие на них с травы или почвы. Эхинококк у человека поражает печень, лёгкие, мышцы, кости. Полость пузыря заполнена жидкостью, содержащей продукты обмена паразита. Человек для эхинокока является биологическим тупиком, так как финны погибают вместе с человеком и не передаются основному хозяину. 
На территории России окончательными хозяевами эхинококка выступают собака (по преимуществу) и волк.

## Диагностика эхинококкозов
В 1911 году итальянский врач и психолог Томазо Казони предложил кожно-аллергическую пробу, позволяющую определить инвазию личинкой эхинококка. Для этого внутрикожно вводят 0,2 мл стерильной эхинококковой жидкости, содержащей антигены паразита и наблюдают за реакцией. Положительной реакция считается при аллергических явлениях, наблюдаемых при многих гельминтозах. Надёжность данного метода — от 50 %. Из-за тяжёлых последствий реакции Казони (анафилаксии) в настоящее время для диагностики используют УЗИ и рентгенографию (на рентгенограмме видны пузыри с тенями). Также информативны иммуноферментный анализ (ИФА) и полимеразная цепная реакция (ПЦР). Эти методы используется и для ранней диагностики эхинококкоза.

## Заражение
Эхинококковые кисты находятся во внутренностях заражённых травоядных животных. При гибели этих животных или в могильниках у скотобоен этими павшими животными могут питаться собаки и другие хищники (волки, лисицы). Тогда они заражаются, в свою очередь, и у них в кишечнике поселяются многочисленные экземпляры половозрелых эхинококков.
Заражённые эхинококками звери (псовые, медведи, кошки, в том числе домашние и другие хищники) выделяют членики паразита, набитые яйцами, с экскрементами и загрязняют яйцами эхинококка землю, траву, пастбища, всю территорию где пребывали и в том числе воду. Облизываясь, собаки разносят по своей шерсти яйца паразита.
Травоядные животные в свою очередь на этом же пастбище (любой другой территории) заражаются, поедая траву с яйцами паразита.
Далее люди, гладя загрязнённых собак или кошек, при доении или стрижке овец, при стрижке и выделке шкур, имеют с паразитом тесный контакт, получают шанс проглотить яйца эхинококка, которые могут быть занесены грязными руками в рот или на продукты питания. Таким же образом паразит попадает на изделия из кожи и шерсти в условиях плохой обработки шкур, меха, шерсти.
При высыхании на улице экскрементов собак, заражённых эхинококком, при сильном порыве ветра паразит может быть перенесён на расстояние и попасть на открытые продукты питания, посуду, в воду.
Далее инфицированная посуда и уже готовая пища могут стать источником заражения не потому, что плохо была проведена термическая обработка продуктов и была грязная посуда, а потому, что на них уже после обработки и приготовления попали яйца паразита. Но такое возможно только в местности, где вероятно заражение собак и близкое их проживание с людьми, у пастбищ и скотобоен.
Попав в кишечник человека, личинка проходит через стенку кишки в систему воротной вены и разносится с кровотоком по всему организму. Первым пунктом, где она задерживается, в большинстве случаев оказывается печень. От того, сколько личинок попало в кишечник, сколько их проникло в кровь и сколько задержалось в печени или погибло в кишечнике, в крови зависит количество образовавшихся в организме человека эхинококковых кист. Также эхинококковые кисты могут поражать головной мозг человека.